# Normality
Normality je počítačová hra vydaná společností Gremlin Interactive v roce 1997. Patří do žánru adventur a jako jedna z prvních her tohoto žánru měla funkční 3D grafiku.

## Příběh
Hráč ovládá Kenta. Kent žije ve městě, které je zahaleno hrozným mrakem. Vládou nad městem je zmocněn Paul Nystalux, hrozivý vůdce jež pomocí armády normů hlídá absolutně vše, zakázal veškerou zábavu a vyhladil „normální“ život. Vy pátráte po městě, abyste nalezli podzemní centrum odboje a zkontaktovali se s ním. Později projdete spousty zajímavých budov a najdete i Paulovo dvojče, nakonec se vám povede samotného vůdce Paula zlikvidovat.

## Grafika
Grafika je plně 3D kromě objektů, ty byly podobně jako ve hře Doom dvojrozměrné. Přesto byl ale engine hry naprosto odlišný. Nápad použít pro adventuru 3D grafiku byl naprosto jedinečný. Umožněna je například i průhlednost objektů, částečně i jejich interaktivita (například rozbití gauče, bojleru, nebo vyhození budovy do povětří). Mezi některými scénami jsou krátká videa. K slušnému zahrání na normální úroveň detailů je potřeba počítač o výkonu alespoň 150 MHz.